# Грубов, Валерий Иванович
Вале́рий Ива́нович Гру́бов (1917—2009) — советский и российский ботаник, доктор биологических наук (1963), Заслуженный деятель науки Российской Федерации (1996), лауреат премии имени В. Л. Комарова (1984).

## Биография
Родился в городе Сольцы Новгородской губернии 3 февраля 1917 года. Учился в Ленинградском государственном университете, окончил факультет биологический и почвоведения в 1940 году.
После окончания университета Грубов работал в Институте ботаники им. В. Л. Комарова. В 1942 году Институт ботаники АН УССР был эвакуирован в Уфу, впоследствии к переехавшим в Башкортостан учёным присоединился и Валерий Иванович. В. И. Грубов, М. М. Ильин, И. М. Крашенинников и научный сотрудник Уфимского ботанического сада Е. М. Алисова занимались подготовкой к изданию «Определителя растений Башкирской АССР», завершённого к 1959 году, однако изданного только в 1966 году.
В 1963 году Валерий Иванович стал доктором биологических наук, в 1979 году был утверждён в звании профессора.
В 1984 году Грубову за работу «Определитель сосудистых растений Монголии» была присуждена Премия имени В. Л. Комарова.
Скончался Валерий Иванович Грубов 2 февраля 2009 года в Санкт-Петербурге.
В 2011 году немецкие ботаники Гудрун Кадерайт и Хельмут Фрайтаг выделили новый род среднеазиатских растений Grubovia. Ранее его виды включались в ныне расформированный род Кохия. Они назвали этот род «в честь недавно скончавшегося выдающегося российского ботаника Валерия Ивановича Грубова (1917—2009), внёсшего большой вклад в познание флоры Центральной Азии».

## Некоторые научные публикации
- Грубов В. И. Монографический обзор рода Rhamnus L. s.l. // Труды Ботанического института АН СССР, сер. I. — Л., 1949. — Т. 8. — С. 241—423.
- Грубов В. И. Конспект флоры Монгольской Народной Республики. — М.—Л., 1955. — 308 с.
- Грубов В. И. Определитель сосудистых растений Монголии (с атласом). — Л., 1982. — 441 с.

## Роды и некоторые виды растений, названные в честь В. И. Грубова
- Grubovia Freitag & G.Kadereit, 2011
- Ajania grubovii Muldashev, 1982 — Аяния Грубова
- Aquilegia grubovii Erst, Luferov, Wei Wang & K.L.Xiang, 2016 — Водосбор Грубова
- Artemisia grubovii Filatova, 1986
- Astragalus grubovii Sanchir, 1974 — Астрагал Грубова
- Chesneya grubovii Yakovlev, 1979
- Corydalis grubovii Mikhailova, 1981
- Kudrjaschevia grubovii Kochk., 1986 — Кудряшевия Грубова
- Limonium grubovii Lincz., 1971
- Nanophyton grubovii U.P.Pratov, 1982 — Нанофитон Грубова
- Oxytropis grubovii N.Ulziykh., 1971 [≡ Spongiocarpella grubovii (N.Ulziykh.) Yakovlev, 1987]
- Rhamnus grubovii I.M.Turner, 2014
- Rosa grubovii Buzunova, 2007
- Saussurea grubovii Lipsch., 1961 — Соссюрея Грубова
- Scorzonera grubovii Lipsch., 1981
- Seseli grubovii V.M.Vinogr. & Sanchir, 1985 [≡ Libanotis grubovii (V.M.Vinogr. & Sanchir) M.L.Sheh & M.F.Watson, 2004]
- Torularia grubovii Botsch., 1975 [≡ Neotorularia grubovii (Botsch.) Botsch., 1988 — Неоторулярия Грубова]